# Martin Beneke
Martin Beneke (* 1966 in Konstanz) ist ein deutscher Physiker und Hochschullehrer.

## Werdegang
Beneke studierte Physik, Mathematik und Philosophie an der Universität Konstanz, an der Universität Cambridge, Großbritannien,  und an der Ruprecht-Karls-Universität Heidelberg. 1993 wurde er an der TU München mit seiner Dissertationsschrift Die Struktur von Störungsreihen in hohen Ordnungen promoviert. 1998 habilitierte er sich in Heidelberg.
1998 erhielt er einen Ruf auf einen Lehrstuhl für Theoretische Physik an die Rheinisch-Westfälische Technische Hochschule Aachen (RWTH Aachen).
Zum 1. April 2012 wurde Martin Beneke auf den Lehrstuhl für Theoretische Elementarteilchenphysik der TU München berufen.

## Auszeichnungen
- 2008 wurde Beneke von der Deutschen Forschungsgemeinschaft (DFG) mit dem Gottfried-Wilhelm-Leibniz-Preis für seine Forschungen im Bereich der theoretischen Elementarteilchenphysik ausgezeichnet.